# Mariana Karr
Pour les articles homonymes, voir Karr.
Mariana Karr (née María Elena Coppala González le 23 novembre 1949 à Buenos Aires et morte le 31 juillet 2016 à Mexico) est une actrice argentine.

## Cinéma
- 1969 : Corazón contento
- 1976 : La noche del hurto
- 1978 : Escalofríos
- 1980 : Que linda que es mi familia
- 1985 : Sucedió en el internado

## Télévision

### Télévision en Argentine
- 1968 : Rafael Heredia gitano
- 1969 : La cruz de Marísa Cruces
- 1971 : Esto es teatro : jaque a la juventud (Canal 13)
- 1973 : Lo mejor de nuestras vidas nuestros hijos
- 1974 : Teatro de humor (Canal 13)
- 1974 : La casa el teatro y usted
- 1975 : Alguien por quien vivir
- 1976 : El amor tiene cara de mujer (Canal 13)
- 1977 : Tiempo de vivir
- 1978 : Un mundo de veinte asientos (Canal 9)
- 1979 : Propiedad Horizontal
- 1979 : Profesión ama de casa
- 1979 : Andrea Celeste (Argentina Televisora Color)
- 1980 : Un ángel en la ciudad
- 1980 : Llena de amor
- 1981 : Las 24 horas (Canal 13)
- 1982 : Rebelde y solitario
- 1982 : La búsqueda
- 1982 : Nosotros y los miedos (Canal 9)
- 1983 : Compromisos
- 1984 : Tramposa
- 1986 : Venganza de mujer (Canal 9)
- 1986 : Cuando vuelvas a mí (Canal 11)
- 1987 : Quiero morir mañana (Canal 9)
- 1987 : Como la hiedra
- 1987 : Vínculos (Canal 13)
- 1991 : Alta comedia (Canal 9)
- 1991 : Es tuya Juan (Argentina Televisora Color)
- 1992 : Corazones de fuego (Argentina Televisora Color)

### Télévision au Mexique

#### Telenovelas
| Année     | Titre                             | Rôle                                 | Chaîne   |
| --------- | --------------------------------- | ------------------------------------ | -------- |
| 1995      | La dueña                          | Julieta Rentería                     | Televisa |
| 1995-1996 | Lazos de amor                     | Susana Ferreira                      | Televisa |
| 1996      | Bendita mentira                   | Mariana                              | Televisa |
| 1997      | El secreto de Alejandra           |                                      | Televisa |
| 1998-1999 | Soñadoras                         | Nancy Madre de Emilia                | Televisa |
| 2000      | Mi destino eres tú                | Irene                                | Televisa |
| 2001      | María Belén                       | Lolita                               | Televisa |
| 2001-2002 | El juego de la vida               | Victoria Vidal                       | Televisa |
| 2002      | Así son ellas                     | Emilia                               | Televisa |
| 2003      | Bajo la misma piel                | Alina Calderón de Ruiz               | Televisa |
| 2003      | Clap...El lugar de tus sueños     | Alenka                               | Televisa |
| 2005      | La Madrastra                      | Geôliere                             | Televisa |
| 2005-2006 | Alborada                          | Isabel Manrique de Leiva             | Televisa |
| 2007-2008 | Pasión                            | Sofía Mendoza de Mancera y Ruiz      | Televisa |
| 2008-2009 | Juro que te amo                   | Fausta Zuloaga                       | Televisa |
| 2010      | Zacatillo, un lugar en tu corazón | Rosa Echevarría vda. de Pérez-Cotapo | Televisa |
| 2011-2012 | Amorcito corazón                  | Beatificación "Beba" Solís           | Televisa |
| 2013      | La mujer del vendaval             | Conchita Pimentel                    | Televisa |

#### Séries
- 1997, 2000 : Mujer, casos de la vida real (Televisa)
- 2008, 2011 : La rosa de Guadalupe (Televisa) : (2 épisodes)

### Sources
- (es) Cet article est partiellement ou en totalité issu de l’article de Wikipédia en espagnol intitulé « Mariana Karr » (voir la liste des auteurs).